# Liviu Antal
Liviu Ion Antal (n. 2 iunie 1989, Șimleu Silvaniei, România) este un fotbalist român care evoluează la echipa din A Lyga, FK Žalgiris Vilnius. Poate juca pe posturile de mijlocaș dreapta și mijlocaș ofensiv. Este student la Facultatea de Educație Fizică și Sport din București. A fost convocat pentru prima dată la națională pentru meciul cu Bosnia și Herțegovina, care a avut loc pe 3 iunie 2011.

## Titluri
Oțelul Galați
- Liga I (1): 2010-2011[5]
- Supercupa României (1): 2011